# Ґрінч (персонаж)
Ґрінч (англ. The Grinch) — антропоморфний зелений персонаж, створений Доктором Сьюзом, і головний герой його дитячої книги «Як Ґрінч вкрав Різдво» 1957 року.

## Загальна характеристика
Ґрінч являє собою покритого зеленою шерстю гуманоїда, що живе в самоті на вершині гори, звідки він спостерігає за веселими жителями казкового містечка Хтовськ. Він зневажає різдвяний сезон і передсвяткову метушню; більш того, його дратує щастя інших, оскільки сам Ґрінч отримує задоволення від того, що псує всім настрій. Однак Ґрінч не відчуває себе самотнім, завдяки Максу, його собаці. Напередодні Різдва, переодягнувшись у костюм Санта-Клауса, він пробирається в будинки жителів Хтовська, щоб вкрасти їх святкові прикраси і подарунки.
На всіляких малюнках він зображується як жорстокий і злий персонаж. Як в мультсеріалі, так і художньому фільмі 2000 року, Ґрінч демонструє свою нелюдську силу, коли зупиняє сани, навантажені подарунками, причому перестрибнувши зі скелі, підіймає їх над головою.
Беручи до уваги зовсім не святковий настрій персонажа, на додачу до його перевтілення в різдвяний ранок, критики відзначали схожість Ґрінча з Ебенезером Скруджем з повісті Чарльза Діккенса «Різдвяна пісня» 1843 року. Кардіолог Девід Кас навіть припустив, що серце Ґрінча, що стрімко збільшилося в розмірах в кінці історії, має загальну фізіологію з бірманським пітоном.

## Історія
Ім'я персонажа вперше згадується в поемі з 32 рядків під назвою The Hoobub and the Grinch, опублікованій в травневому номері журналу Redbook 1955 року. Проте повноцінним дебютом персонажа вважається книга видавництва Random House 1957 року «Як Ґрінч вкрав Різдво», написана і проілюстрована Доктором Сьюзом. Через десять років, у 1966 році, режисер Чак Джонс адаптував історію Сьюза у формат телевізійного шоу з такою ж назвою. У мультфільмі Джонса прозвучала виконана Турлом Равенскрофтом пісня «You're a Mean One, Mr. Grinch», просто тому що Борис Карлофф, який озвучив Ґрінча і виступив як оповідач, не міг співати.
Сьюз задовольнив прохання читачів, які бажали продовження історії, і написав сценарій до мультфільму, що вийшов в 1977 році «Хелловін — ніч Ґрінча», який також є приквелом до подій оригінального мультфільму 1966 року. Після узгодження з Marvel Productions у 1982 році вийшов анімаційний музичний фільм «Ґрінч проти Кота в капелюсі» за участю Кота в капелюсі в якості одного з головних героїв. Хоча обидва фільми не були настільки популярними в прокаті, як оригінальні твори, але тим не менше здобули премію «Еммі». 1996 року канал Nick Jr. запустив в ефір кілька епізодів телевізійного шоу The Wubbulous World of Dr. Seuss, причому Ґрінч вперше для себе опинився лялькою.
Комедійний фільм 2000 року, оснований на історії режисера Рона Ховарда, в якому Джим Керрі зіграв роль Ґрінча, мав великий фінансовий успіх, хоча і отримав безліч змішаних рецензій, зокрема, його рейтинг від Rotten Tomatoes склав 53 %. В фільмі розкривається дитинство Ґрінча і причина, чому він став ненавидіти Різдво, тоді як в оригінальній книзі не було ніякої передісторії і пояснення його ненависті до свята. У тому ж році на декількох ігрових платформах, включаючи персональний комп'ютер, вийшла гра під назвою просто The Grinch. 2007 року вийшла версія для Nintendo DS, що отримала повну назву фільму.
Крім того, Ґрінч є другорядним персонажем у Seussical, кросовері між розповідями Доктора Сьюза.
До кінця 2018 року від компанії Illumination вийшов повнометражний мультфільм під простою назвою «Ґрінч». Головного героя озвучив Бенедикт Камбербетч. В історії мультфільму характер Ґрінч був злегка змінений і він став ввічливим до всіх живих істот, включаючи свою собаку Макса.

## Популярність в американській культурі

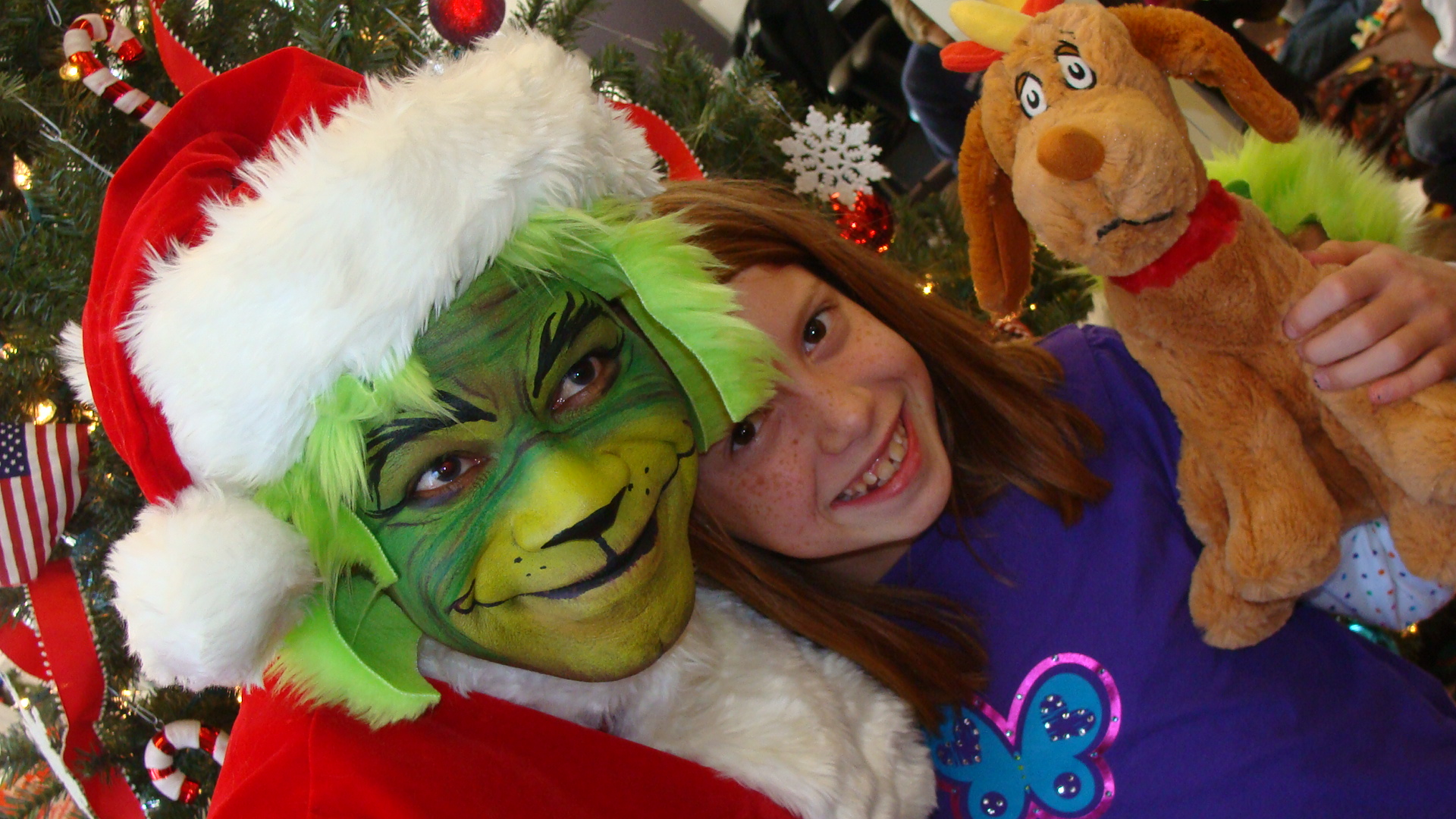
Доброзичливий Ґрінч позує біля святкової ялинки

З моменту появи, Ґрінч став символом святкування в низці зимових свят, попри свою ненависть до Різдва. За роки його образ поширився серед всіляких споживчих товарів, включаючи різдвяні прикраси, плюшеві ляльки і різні предмети одягу. Сварливий, не святковий дух персонажа сприяв тому, що за людиною, що не любить Різдво, або ж володіє грубим і жадібним характером, закріплювалося прізвисько «Ґрінч». 2002 року TV Guide вказав Ґрінча 5-м серед «50 найбільших мультяшних персонажів усіх часів».